# 绥定府
绥定府，清朝时设置的府。

绥定府在四川省的位置（1820年）

嘉庆七年（1802年）升达州直隶州置，治所在达县（今四川省达州市）。下领城口厅、六县：达县、东乡县、新宁县、渠县、大竹县、太平县。辖境相当今四川省达州、宣汉等市县及开江、渠县、大竹等县部分地区。1913年废。